# 37222 Sansom
37222 Sansom è un asteroide della fascia principale. Scoperto nel 2000, presenta un'orbita caratterizzata da un semiasse maggiore pari a 2,534725 UA e da un'eccentricità di 0,096293, inclinata di 14,318587° rispetto all'eclittica. Ha un diametro di 3,096 km.